# Dorian "Doc" Paskowitz
Dorian "Doc" Paskowitz (3 de março de 1921 - 10 de novembro de 2014) foi um surfista e médico americano, que desistiu de praticar medicina para viver e decidiu se tornar um surfista profissional. Em 1972, fundou um surf camp gerido pela sua família, onde os campistas podiam viver e surfar com membros da família Paskowitz. Ele e sua família são conhecidos como a "Primeira Família do Surf".

## Início de vida
Paskowitz era judeu e nasceu em 3 de março de 1921, em Galveston, Texas. Ele foi um dos três filhos dos emigrantes judeus russos Louis e Rose Paskowitz. Sua irmã é a ex-atriz Sonia Darrin. Ele frequentou a Point Loma High School, San Diego State, Stanford University, e se formou na Stanford Medical School em 1946.
Em 1946, ele visitou o Havaí pela primeira vez e foi surfar com Duke Kahanamoku.
Depois de dois casamentos fracassados (incluindo um que resultou em duas filhas), ele percebeu que não se sentia feliz como médico. Paskowitz foi para Israel por um ano e se viu mais feliz do que nunca. Ele se ofereceu para o exército israelense em 1956 durante a crise de Suez, mas foi rejeitado. Ele então voltou para os Estados Unidos e se concentrou no surf em tempo integral.

## A primeira família do surf
Depois de se casar com sua terceira esposa, Juliette, Paskowitz e sua nova noiva começaram um período de aproximadamente 25 anos de um estilo de vida boêmio transitório na estrada. O casal teve nove filhos, e toda a família viveu e viajou junta em uma sucessão de trailers usados. A filosofia pessoal de Paskowitz sobre educação, dinheiro e estilo de vida saudável foi imposta à sua família.
Nenhuma das crianças Paskowitz foi educada formalmente durante seu tempo na estrada. A filosofia de Paskowitz sobre a diferença entre conhecimento e sabedoria o levou a acreditar que os sistemas de educação formal em todos os países do mundo não eram úteis. Ele acreditava que alcançar a sabedoria vinha de experiências reais no mundo e de conhecer e aprender com pessoas comuns. Ele acreditava que a educação formal era perigosa para as mentes dos jovens, apesar de ser formado em Stanford e professor em faculdades comunitárias, incluindo o Palomar College em San Marcos, Califórnia. 
Um tema consistente de saúde permeou a abordagem de Paskowitz à vida familiar. Na maioria das manhãs, a família comia um café da manhã com mingau de grãos múltiplos (como um de seus filhos o descreveu), e esperava-se que todos melhorassem suas habilidades de surf diariamente. Vários dos filhos de Paskowitz alcançaram um nível competitivo no surfe, vencendo competições e ganhando dinheiro de patrocínio.
Dorian teve nove filhos com Juliette Paskowitz, incluindo o filho Salvador Paskowitz, que é um roteirista e produtor americano, e os filhos Adam e Josh Paskowitz da banda The Flys.

## Surfando Pela Paz
Em agosto de 2007, Paskowitz lançou o projeto Surfing For Peace para entregar pranchas de surfe para a pequena comunidade de surfistas em Gaza. Paskowitz teve que persuadir o governo israelense a deixá-lo entregar as pranchas porque depois que o Hamas assumiu Gaza em junho de 2007 , Israel só permitiu a entrada de suprimentos humanitários essenciais. Paskowitz fundou o Surfing For Peace junto com seu próprio filho David Paskowitz, assim como Arthur Rashovan e Kelly Slater, depois de ler um artigo no Los Angeles Times que destacava a falta de pranchas de surf em Gaza
A Surfing For Peace trabalhou com o OneVoice Movement, uma organização de paz pró-israelense-palestina, para entregar com sucesso as pranchas de surf e realizar um show beneficente em Tel Aviv em outubro de 2007   A entrega bem-sucedida da prancha de surf ganhou atenção internacional para o Surfing For Peace e lançou uma comunidade global de surfistas e apoiadores que pretendem usar a experiência de surf compartilhada para superar barreiras culturais e políticas. 

## Guru da saúde
Paskowitz foi descrito como um guru da saúde e tinha um grande interesse em questões de saúde. Ele defendia dietas naturais com baixo teor de gordura acompanhadas de exercícios. Paskowitz escreveu um livro em 1997 (reeditado em 2007) sobre sua filosofia sobre saúde e outras questões, intitulado Surfing and Health.

## Surfwise
Um documentário sobre a família de Paskowitz dirigido por Doug Pray, Surfwise estreou no Toronto International Film Festival em 2007 e foi lançado nos cinemas pela Magnolia Pictures em 2008. Apesar de Paskowitz ter comparecido à estreia mundial e a muitas outras exibições, ele nunca assistiu ao filme. No episódio 30 de worldsurfradio.com Paskowitz falou sobre sua vida e o documentário Surfwise.
O filme narra a vida da família Paskowitz e como eles viveram juntos por mais de duas décadas, embora muitas vezes em uma atmosfera desconfortável. O filho mais velho, David, tinha 23 anos quando finalmente deixou a família para encontrar sua própria vida. As entrevistas no filme com as crianças Paskowitz revelaram que muitos deles guardavam ressentimentos profundos sobre sua infância, desde a perda da chance de estudar até a exposição inadequada à atividade sexual de seus pais, até a extensa lista de regras impostas a eles por o pai deles. Isso resultou em afastamento de seus pais por períodos variados para algumas das crianças, embora na época da filmagem do documentário todas as crianças tivessem se reconciliado com seus pais.
Em junho de 2010, a Variety informou que Sean Penn pretendia produzir e estrelar um filme sobre Dorian Paskowitz.

## Elogios
Em 2000, ele foi introduzido no Hall da Fama dos Esportes Judaicos do Sul da Califórnia.

## Morte
Paskowitz morreu em 10 de novembro de 2014, em Newport Beach, Califórnia, aos 93 anos. Sua saúde piorou após uma cirurgia no quadril no início de 2014.